# Гибсон, Делфин
Де́лфин Ги́бсон (англ. Delphine Gibson, в девичестве — Такер (англ. Tucker); 17 августа 1903 — 9 мая 2018) — американская долгожительница. С 5 февраля 2017 года до конца своей жизни являлась старейшей верифицированной жительницей США.

## Биография
Родилась 17 августа 1903 года.
После выхода её супруга Тейлора на пенсию, в 1962 году пара переехала в Хантингдон (Пенсильвания). Делфин стала хозяйкой библейской школы баптистской церкви Маунт-Хоуп под названием «The Daily Vacation Church School». 1 сентября 1980 года Тейлор скончался в возрасте 88 лет. Через несколько лет после смерти мужа она ослепла. В 1998 году ей предоставили парковочное место для инвалидов, в связи со слепотой. В 2004 году переехала в центр по уходу и реабилитации Хантингдона.
На момент её 110-летия сообщалось, что Гибсон передвигалась на инвалидной коляске, но была в отличном настроении, шутила и пела песни про любовь к Иисусу.
В честь 112-летия Гибсон мэр Хантингдона объявил неделю после дня рождения Делфин «неделей Делфин Гибсон». Она считает, что стала долгожителем благодаря вере в Бога. Она также говорила, что её церковь играет огромную роль в её жизни.
Делфин Гибсон до момента своей смерти была самым старым живым человеком в Америке, с момента смерти Адель Данлап 5 февраля 2017 года и самым старым американским гражданином с момента смерти Мари-Жозефин Годетт, которая эмигрировала в Италию, где и скончалась 13 июля 2017 года.
Скончалась 9 мая 2018 года.

### Личная жизнь
27 января 1928 года Делфин вышла замуж за садовника Тейлора Гибсона из Гилфорда (Северная Каролина). Всего у пары родилось трое детей. Первым ребёнком пары был сын Фрэнк. Позже родилось ещё двое детей, которых назвали Муди и Элла.

## Рекорды долголетия
- 5 февраля 2017 года стала самым старым верифицированным жителем США из ныне живущих[6].
- 13 июля 2017 года стала самым старым верифицированным американским гражданином из ныне живущих.
- 17 августа 2017 года отпраздновала 114-летие.
- 28 апреля 2018 года вошла в топ-60 старейших людей в истории.